# نادي جراند أوتيل (مصر)
نادي جراند أوتيل هو نادي كرة قدم مصري مقره في الغردقة. ألوان النادي هي البرتقالي والأزرق والأبيض.
في 2009–2010 كانوا يلعبون في دوري الدرجة الثانية المصري المجموعة أ.